# Menoitios (Admiral)
Menoitios (altgriechisch Μενοίτιος) war ein Seeoffizier Alexanders des Großen im 4. vorchristlichen Jahrhundert.

## Leben
334 v. Chr. wurde Menoitios für seinen Dienst als Steuermann (κυβερνήτης, kybernetes) in Troja von Alexander mit einem goldenen Kranz geehrt. Offenbar hatte er das Schiff des Königs über den Hellespont navigiert. Er war wohl mit dem namensgleichen Flottenkommandanten (ναύαρχος, naúarchos) identisch, der im Dienst der Ptolemäer stehend in der Seeschlacht von Salamis 306 v. Chr. auftrat. Hier gelang ihm mit 60 Schiffen ein Ausbruch aus dem Hafen von Salamis, der von einer Schwadron des Demetrios Poliorketes blockiert wurde. Allerdings kam er zur entscheidenden Seeschlacht zu spät, in der Ptolemaios I. von Demetrios vernichtend geschlagen wurde.